# Морган (округ, Міссурі)
Шаблон:StateAbbr_ 38°26′ пн. ш. 92°53′ зх. д. / 38.43° пн. ш. 92.89° зх. д.
Округ Морган (англ. Morgan County) — округ (графство) у штаті Міссурі, США. Ідентифікатор округу 29141.

## Історія
Округ утворений 1833 року.

## Демографія
За даними перепису
2000 року
загальне населення округу становило 19309 осіб, усе сільське.
Серед мешканців округу чоловіків було 9519, а жінок — 9790. В окрузі було 7850 домогосподарств, 5547 родин, які мешкали в 13898 будинках.
Середній розмір родини становив 2,88.
Віковий розподіл населення поданий у таблиці:
| Стать    | До 15 років | 15-21 | 22-29 | 30-39 | 40-49 | 50-65 | 65-85 | Понад 85 |
| -------- | ----------- | ----- | ----- | ----- | ----- | ----- | ----- | -------- |
| Чоловіки | 1924        | 826   | 659   | 1144  | 1247  | 1972  | 1598  | 149      |
| Жінки    | 1852        | 725   | 706   | 1175  | 1277  | 2015  | 1758  | 282      |

## Суміжні округи
- Купер — північ
- Моніто — північний схід
- Міллер — південний схід
- Кемден — південь
- Бентон — захід
- Петтіс — північний захід

## Виноски
1. ↑  U.S. Decennial Census. United States Census Bureau. Архів оригіналу за 19 липня 2018. Процитовано 16 листопада 2014.
2. ↑  Historical Census Browser. University of Virginia Library. Архів оригіналу за 11 серпня 2012. Процитовано 16 листопада 2014.
3. ↑  Population of Counties by Decennial Census: 1900 to 1990. United States Census Bureau. Архів оригіналу за 3 грудня 2014. Процитовано 16 листопада 2014.
4. ↑  Census 2000 PHC-T-4. Ranking Tables for Counties: 1990 and 2000 (PDF). United States Census Bureau. Архів оригіналу (PDF) за 18 грудня 2014. Процитовано 16 листопада 2014.
5. ↑  State & County QuickFacts. United States Census Bureau. Архів оригіналу за 7 червня 2011. Процитовано 10 вересня 2013.(англ.) Наведено за англійською вікіпедією.
6. ↑  American FactFinder. Бюро перепису населення США. Архів оригіналу за 26 лютого 2012. Процитовано 31 січня 2008.

| США | Це незавершена стаття з географії США. Ви можете допомогти проєкту, виправивши або дописавши її. |